# حوزه انتخابیه کلی وایومینگ
حوزه انتخابیه کلی وایومینگ یک حوزه انتخابیه مجلس نمایندگان آمریکا است که در ایالت وایومینگ قرار دارد.